# Geraldo dos Reis Maia
Geraldo dos Reis Maia (Delfinópolis, 3 de maio de 1964) é um prelado brasileiro da Igreja Católica, atual bispo da Diocese de Araçuaí.

## Biografia

### Presbitério
Foi ordenado diácono em 6 de agosto de 1988 e presbítero no dia 8 de dezembro do mesmo ano, por dom Benedito Ulhoa Vieira. Após seu acolhimento, foi incardinado na Arquidiocese de Uberaba. Obteve o bacharelado em teologia depois de estudar em Belo Horizonte e o doutorado em teologia pela Pontifícia Universidade Gregoriana de Roma .
Como padre, exerceu os seguintes cargos: pároco de São Sebastião em Pedrinópolis entre 1989 e 1991, de Santa Terezinha em Uberaba de 1991 a 1997, da Imaculada Conceição em Conceição das Alagoas entre 1997 e 2003 e do Santíssimo Sacramento em Uberaba de 2007 a 2008, quando também foi o Reitor do Seminário Maior. Foi diretor do Instituto Teológico São José de Uberaba entre 2013 e 2014, professor de teologia e Reitor do Pontifício Colégio Pio Brasileiro de Roma entre 2014 e 2021.. De 2021 até sua nomeação episcopal, atuou como reitor do Seminário Preparatório e administrador da Paróquia São José de Uberaba.
Foi diretor da Comunidade Vocacional Santa Teresinha, fundador e diretor do Curso Propedêutico, assessor da Escola de Teologia para Leigos e Leigas, da Pastoral Familiar, da Escola de Fé e Política "Mons. Juvenal Arduini", do Núcleo de Comunidades Eclesiais de Base e da 6.ª Semana Social Brasileira. Foi diretor do Instituto de Teologia, professor de teologia e professor nas Faculdades Arnaldo (Belo Horizonte). É membro fundador da Associação Nacional de Presbíteros do Brasil (ANPB).

### Episcopado
Em 30 de abril de 2024, o Papa Francisco o nomeou como bispo diocesano de Araçuaí. Recebeu sua ordenação episcopal em 13 de julho do mesmo ano, no Ginásio do Colégio Marista Diocesano em Uberaba, sendo o principal consagrante Paulo Mendes Peixoto, arcebispo de Uberaba, coadjuvado por Esmeraldo Barreto de Farias, Prado, seu antecessor e Eugênio Barbosa Martins, S.S.S., bispo de São João da Boa Vista. Fez sua entrada solene em 17 de agosto seguinte.